# Піраміда Сахури
29°53′51.6″ пн. ш. 31°12′12.2″ сх. д. / 29.897667° пн. ш. 31.203389° сх. д.
Піраміда Сахура належить до типу гладких пірамід, розташована в Абусірі на північ від Саккари. У давнину мала назву «душа Сахури, що являється у світлі».

## Опис
Фараон Сахура обрав для зведення свого поховального комплексу те ж місце, де його попередник (Усеркаф) збудував свій сонячний храм. Тим самим Сахура заснував новий царський некрополь у північній столиці — поблизу з Мемфісом в Абусірі.
Комплекс Сахури був сильно зруйнований й нині весь ансамбль комплексу виглядає вже зовсім не так, як за часів Стародавнього Єгипту.

## Поховальний комплекс

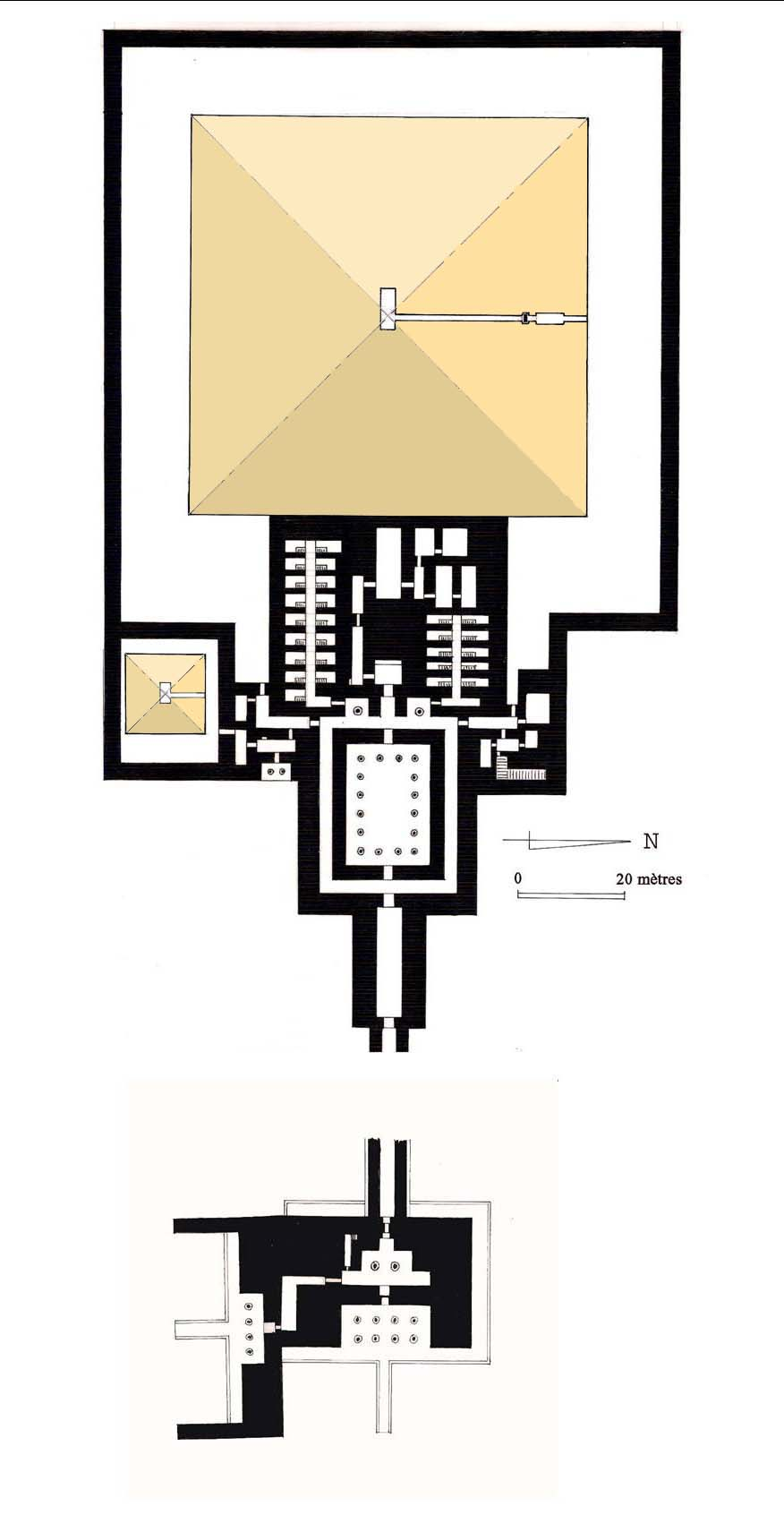
План поховального комплексу Сахури

Поховальний комплекс з'єднується з нижнім храмом чи «храмом долини» довгою церемоніальною дорогою. Розташований на межі селянських ділянок і пустелі Абусіра.
Той комплекс став класичним зразком будівництва поховальних комплексів і буде відтворюватись у всіх наступних фараонів V династії. Утім і наступні династії фараонів надавали перевагу більшим будівлям, беручи за зразок монументи, розташовані в Абусірі.
Храм долини нині зруйнований і зберігся лише його фундамент. Базальтові блоки основи за в результаті розливів Нілу, були занесені 5-метровим шаром ґрунту. Археологам удалось відновити загальний вигляд храму, а також два його основних входи, розташованих перпендикулярно. Один з них починався з критої галереї з 8 круглих колон, виконаних з червоного граніту. Інший вхід розташовувався з південного боку та мав чотири колони, вирізані з однакових гранітних монолітів. Храм збудовано на височині та вздовж колонад до нього вели сходи.

## Галерея

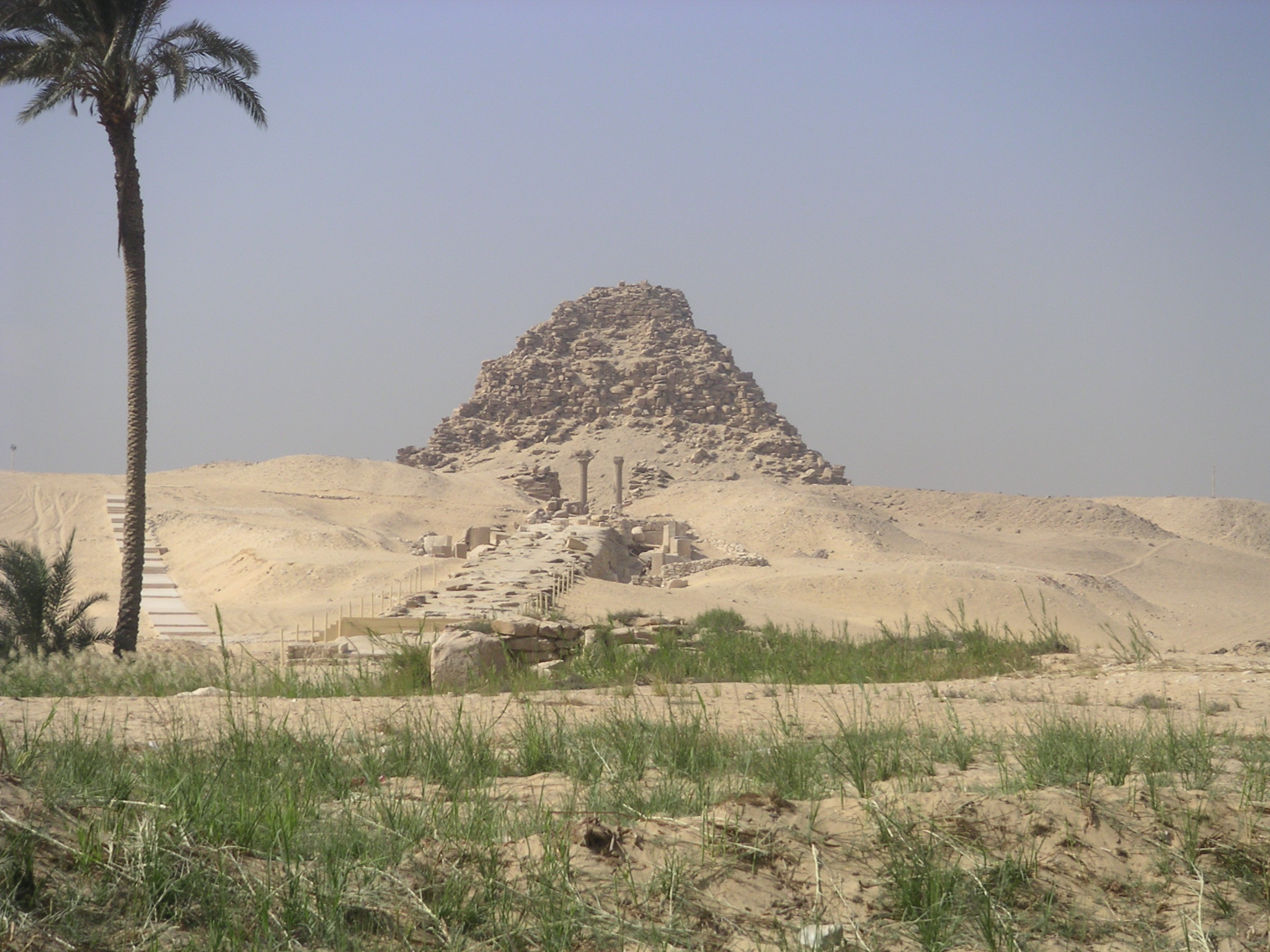
Вид на дорогу, що веде до поховального храму та до піраміди Сахури в Абусірі
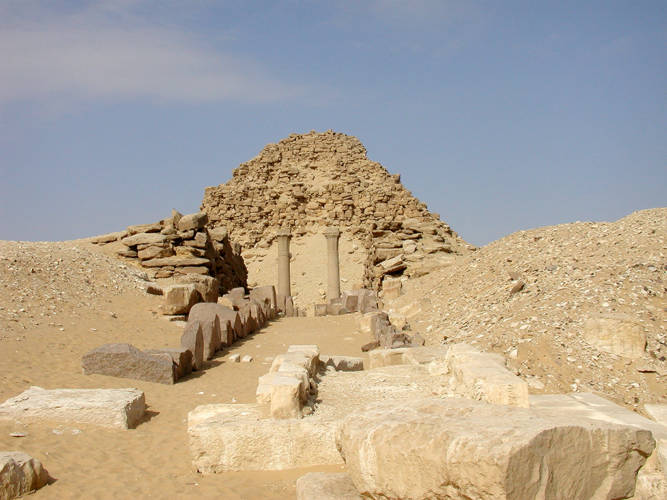
Вид крізь поховальний храм на піраміду
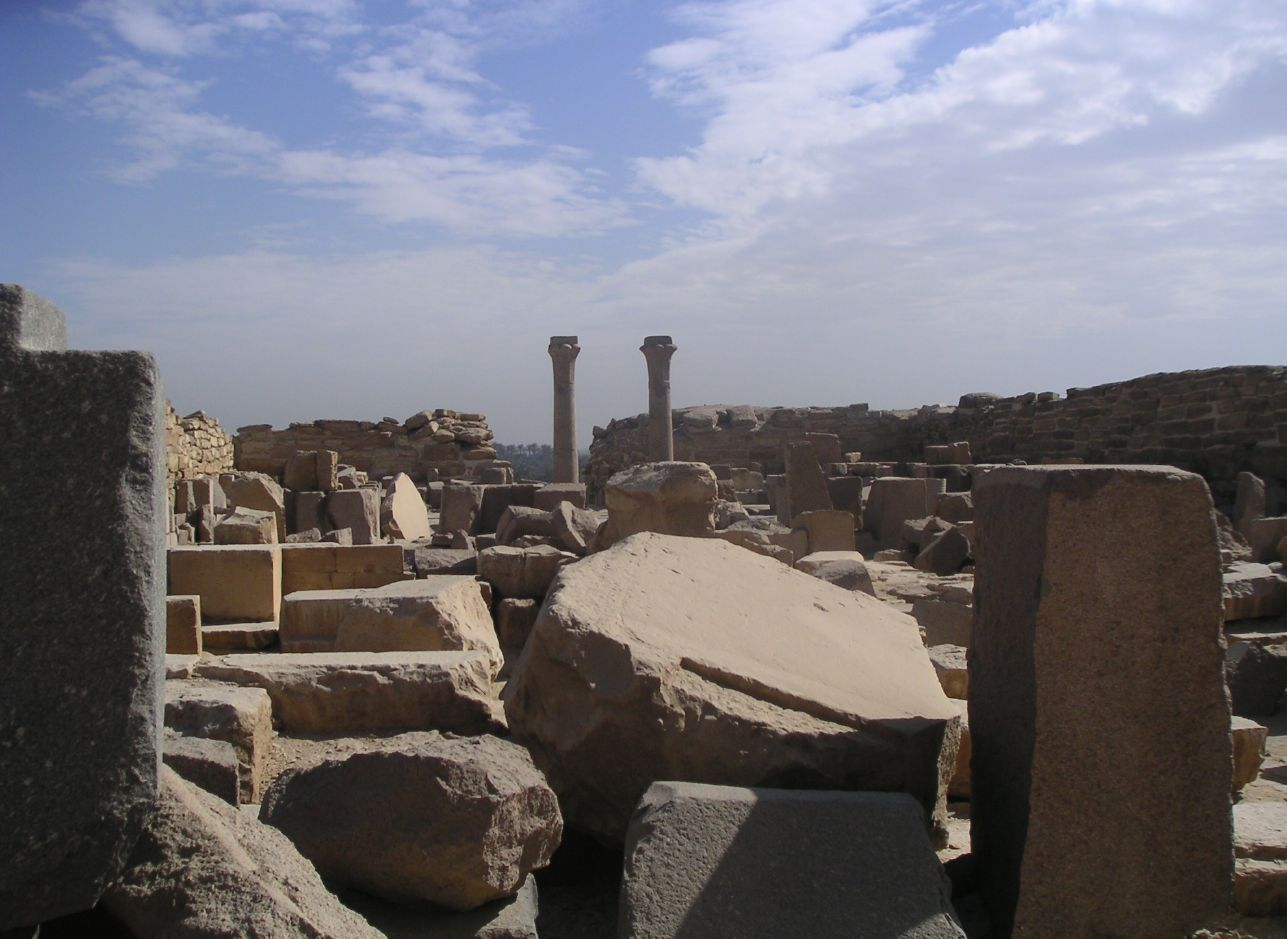
Руїни поховального храму Сахури
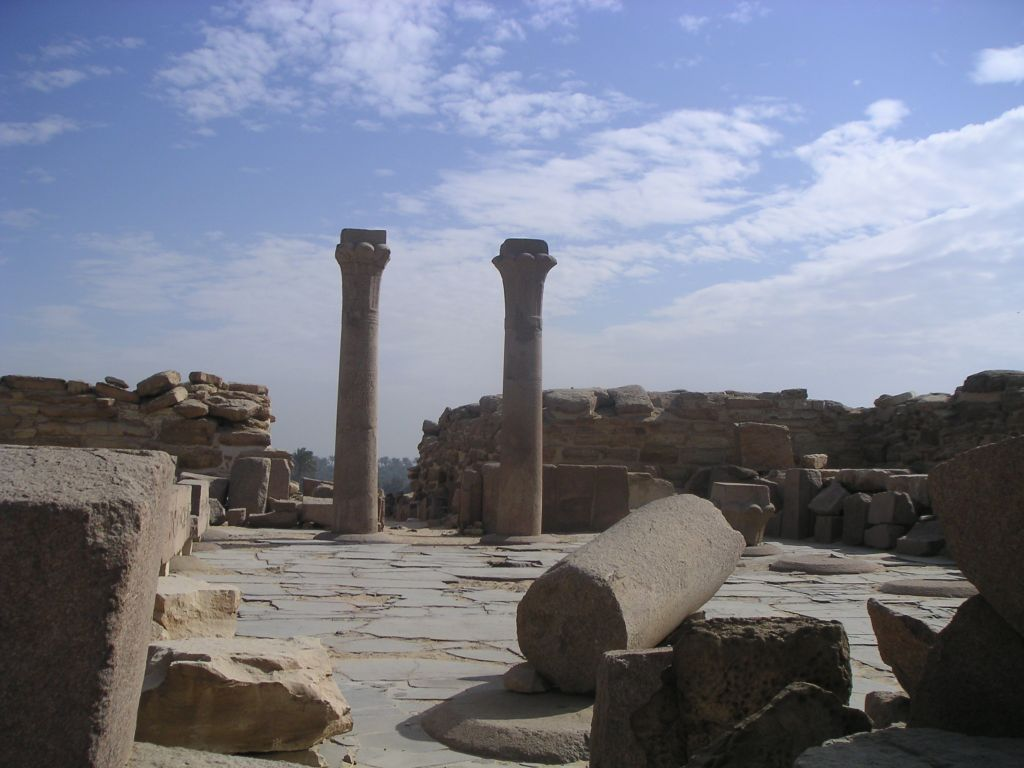
Двір поховального храму Сахури з двома відновленими колонами
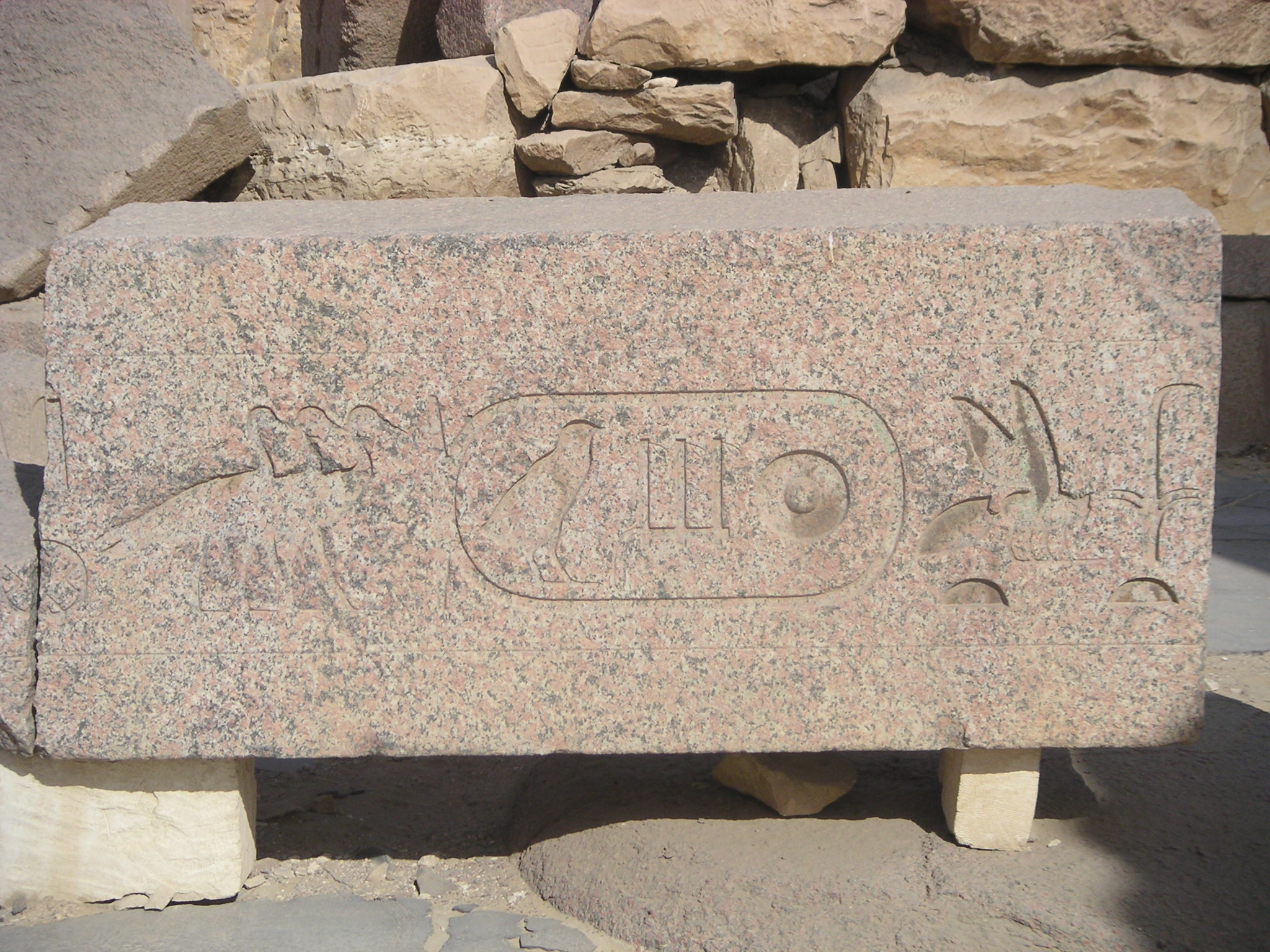
Картуш Сахури, висічений на архітраві (поперечці) його поховального храму
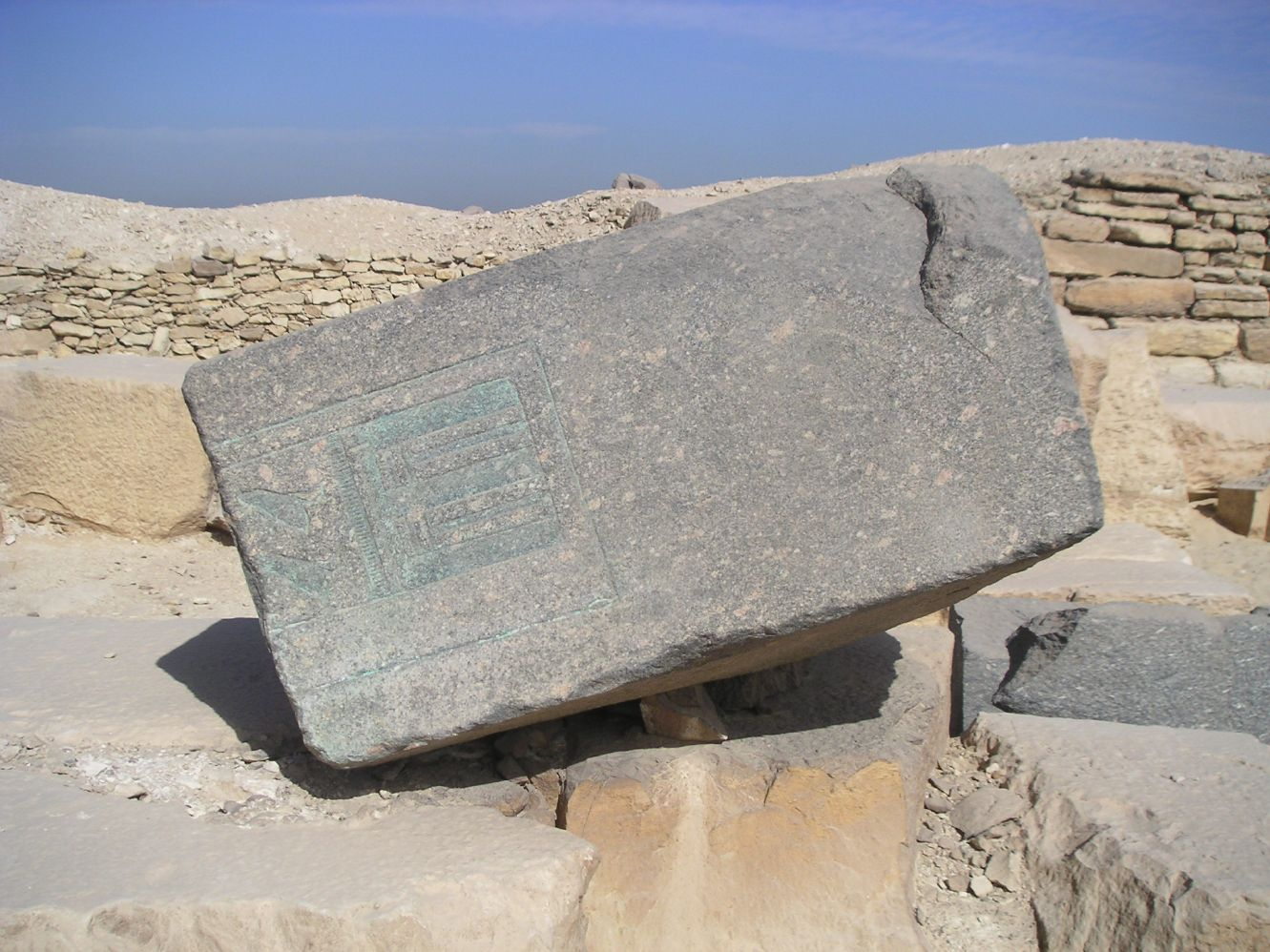
Поперечка (гранітний брус) від дверей у храмі Сахури
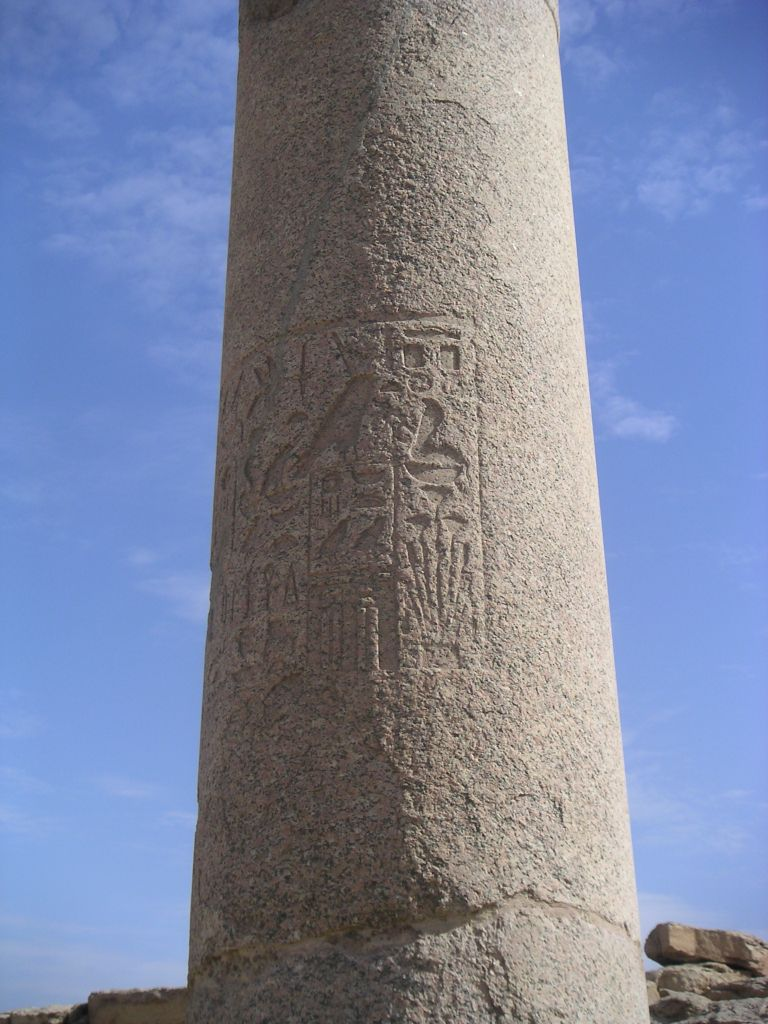
Елемент колони з храму Сахури, що містить ім’я правителя
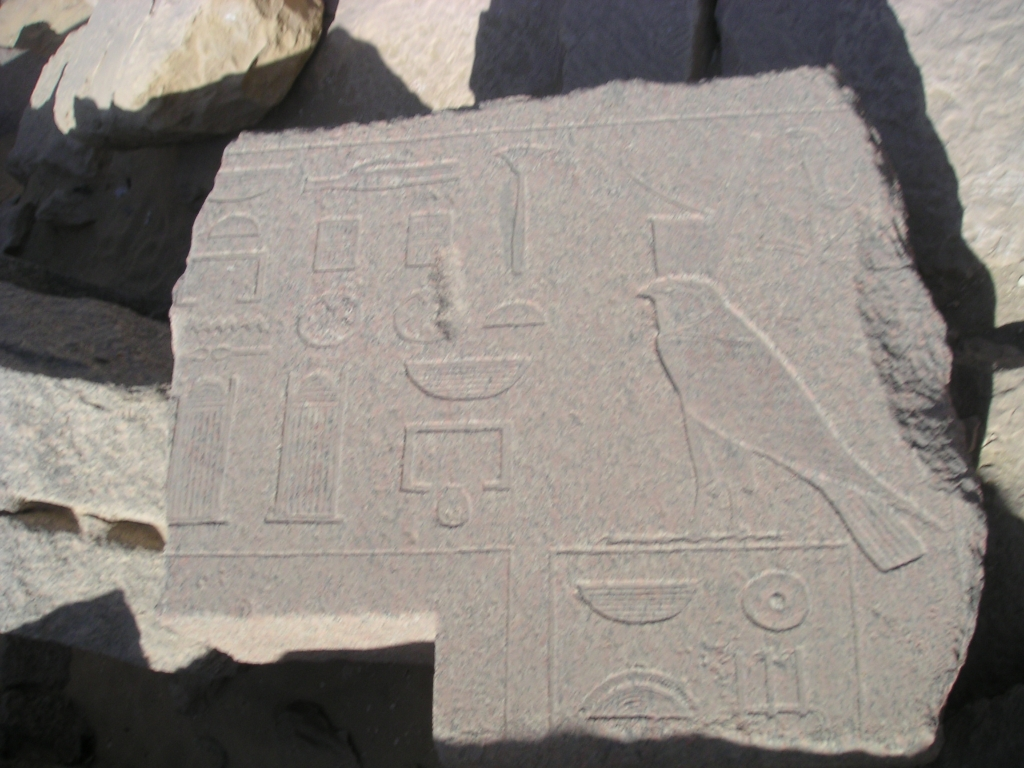
Частина монолітного порогу з граніту у храмі Сахури
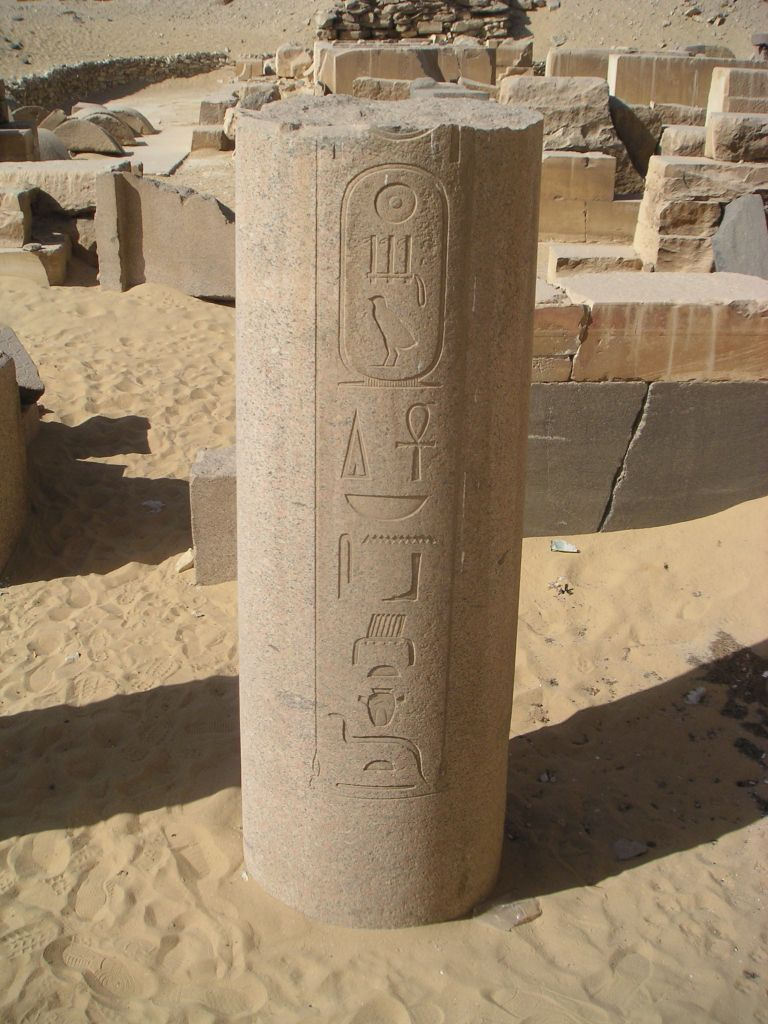
Колона додаткового входу до поховального храму Сахури
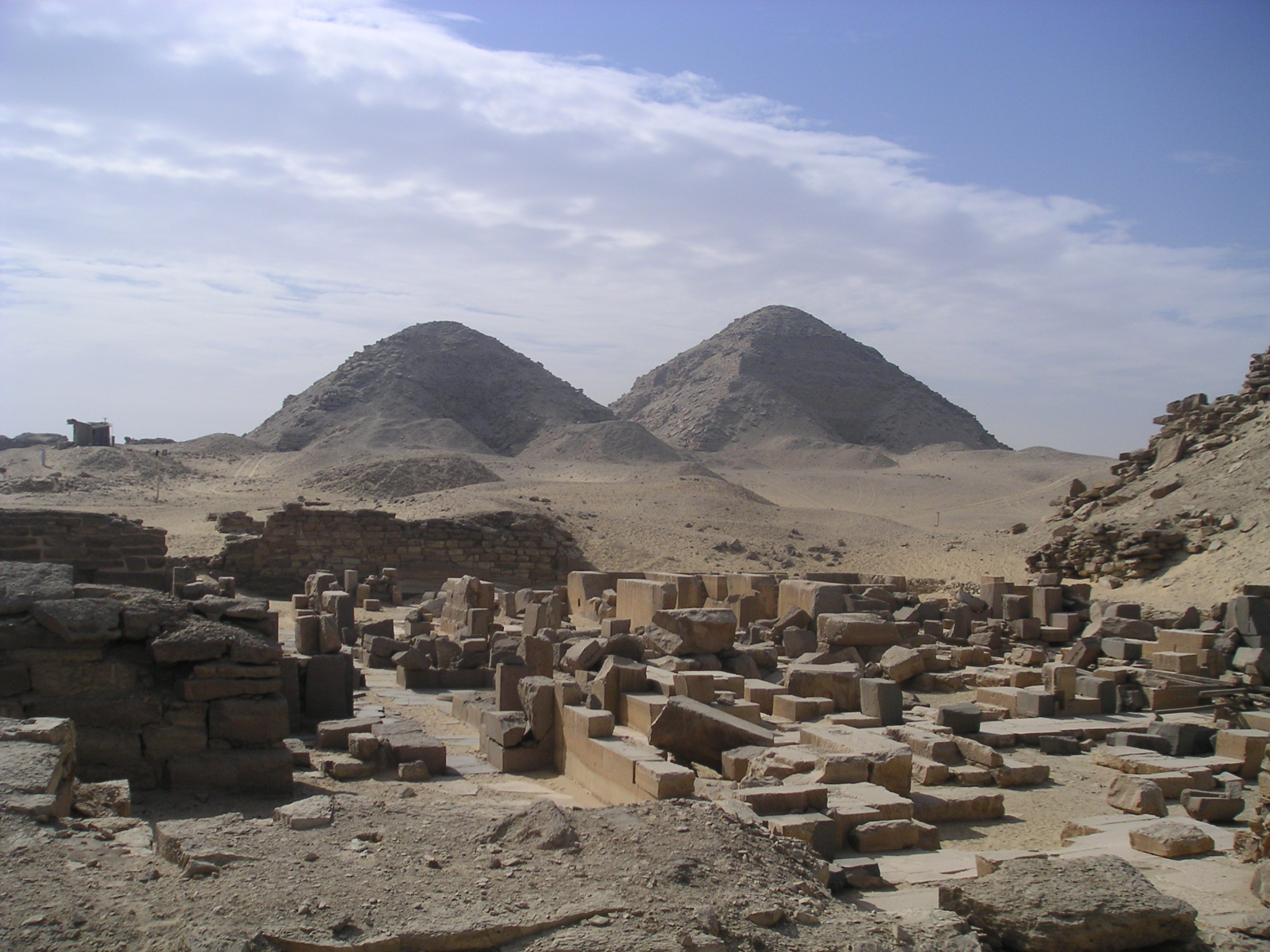
Вид від поховального храму Сахури на піраміди Ніусерри й Неферірікари I